# Glossobius arimae
Glossobius arimae är en kräftdjursart som beskrevs av Nunomura 200. Glossobius arimae ingår i släktet Glossobius och familjen Cymothoidae. Inga underarter finns listade i Catalogue of Life.